# 锅穴
锅穴是指冰水平原上的圆形洼地或坑穴。一般深数米，直径十余米到数十米不等。边缘陡峭，周壁陡直。锅穴大多分布在冰水平原上。一般认为是由埋藏在冰水沉积层内砂砾中的死冰块融化后引起塌陷而造成的。